# Egmont Manga

Logo von Egmont Manga

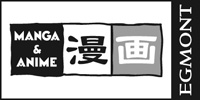
Logo von Egmont Manga & Anime (bis 2013)

Egmont Manga (kurz: EMA, bis Frühjahr 2013 Egmont Manga & Anime) ist die Verlagsmarke für Manga der Egmont Verlagsgesellschaften.
Nachdem sich um die Jahrtausendwende der Manga-Boom in Deutschland abzeichnete, gründete die Egmont-Gruppe im Jahr 2000 EMA als neue Tochterfirma für ihr bisher bei Egmont Ehapa erscheinendes Manga-Programm. Seit 2003 ist EMA eine Marke der Egmont Verlagsgesellschaften, deren Sitz sich in Berlin befindet.
Einige der bekanntesten Titel, die von Egmont Manga in deutscher Sprache veröffentlicht wurden bzw. werden, sind unter anderem Detektiv Conan, Sailor Moon, Inu Yasha und Ranma ½.

## Geschichte
1951 wird der Ehapa-Verlag gegründet. Dieser kauft 1991 den Reiner Feest Verlag auf, unter dessen Label Feest Comics im Februar 1994 mit Appleseed der erste deutsche Manga des Verlagshauses erscheint. 1996 erscheint die erste Inkarnation des Manga-Magazins Manga Power. Der erste Erfolg gelingt in den Jahren 1997 und 1998 mit Sailor Moon.
Im Sommer 2000 findet in Leinfelden-Echterdingen die Gründung der Egmont Manga & Anime GmbH statt. Geschäftsführer ist Klaus M. Mrositzki, Verlagsleiter und verantwortlich für das Programm ist Georg F. W. Tempel, der bereits unter dem Label Feest Comics die ersten Manga für Ehapa veröffentlicht hatte (Appleseed, Gunsmith Cats, Ranma 1/2 etc.). Mit Ichiro Nitta hat Egmont Manga & Anime einen Verlagsvertreter direkt vor Ort in Tokio, Japan, der die Kontakte zu den Lizenzgebern hält. Noch im gleichen Jahr veröffentlicht der Verlag Titel wie Card Captor Sakura, Ranma ½ und Seraphic Feather. 2001 zieht der Verlag nach Berlin um und die Manga-Vorschau, der Shinkan, wird erstmals veröffentlicht. Am 15. November 2001 wird der erste Band zu Detektiv Conan veröffentlicht. Ebenfalls Im November 2001 erscheint der Startband der Serie Weiss Kreuz, deren dazugehörender Anime den Start des Anime-Programms von Egmont Manga & Anime im folgenden Jahr bilden wird. 2002 wird mit Naglayas Herz von Sascha Nils Marx und Stefan Voß der erste deutsche Manga bei Egmont Manga & Anime veröffentlicht. Zugleich startet in diesem Jahr Inu Yasha und ein zweiter Versuch des Manga-Magazin Manga Power!. Außerdem geht Tempel eine Kooperation mit Anime Virtual ein und startet das Anime-Programm, wo neben Weiss Kreuz auch Oh! My Goddess und Gunsmith Cats erscheinen werden.
Nach rund zwei Jahren in Berlin zieht der Verlag 2003 nach Köln um. Klaus M. Mrositzki verlässt den Verlag. Als Mitglied der Geschäftsleitung übernimmt Tempel neben der Programmleitung nun auch die Marketingverantwortung. Mit dem Manga-Twister erscheint ein weiteres Manga-Magazin, das sich zur Hälfte sowohl an Jungen als auch an Mädchen wendet. Von 2003 bis 2005 organisiert und finanziert EMA gemeinsam mit dem Verein Animexx e. V. die jährlich in Kassel stattfindende Anime-Convention Connichi.
2004 geht der Verlag mit einer eigenen Webseite online. Mit Legend of the Sword und K2 erscheinen die ersten Manhwa bei Egmont Manga & Anime. 2006 veröffentlicht der Verlag Alexandra Völkers Manga-Debüt Catwalk.
2009 wird die Inu-Yasha-Reihe mit dem letzten Band abgeschlossen, im darauffolgenden Jahr beginnt der Verlag mit der Veröffentlichung Kyōkai no Rinne, einer weiteren Reihe der Zeichnerin Rumiko Takahashi. Ebenfalls 2009 übernimmt Alexandra Germann die Verlagsleitung von Georg F.W. Tempel.
2011 kündigt der Verlag die Neuauflage des Klassikers Sailor Moon an, die ab Herbst in den Verkauf gelangt. Ebenso wird die offizielle Facebook-Seite gestartet und mit Adekan, Ninja 4 life und Ai Ore! Love me! sind nun die ersten Titel auch digital verfügbar. Zudem wird der Verlag von Egmont Manga & Anime in Egmont Manga umbenannt, während das Kürzel EMA erhalten bleibt. Zusätzlich werden seit der Umbenennung alle neu erscheinenden Manga mit einem neuen Logo versehen.
Im Oktober 2016 zieht der Verlag erneut nach Berlin. Als Verleger ist Wolf Stegmaier für das Manga-Label der Egmont Verlagsgesellschaften tätig. Die Programmleitung verantwortet Sonja Lesch.

## Verlegte Titel (Auswahl)
Egmont Manga besitzt eine Backlist von rund 1500 Titeln und veröffentlicht ungefähr 180 Bände pro Jahr.
- A Handsome Girl
- Another
- Big Order
- Bungo Stray Dogs
- Code:Breaker
- Corpse Party
- Detektiv Conan
- Die Sargprinzessin
- Ghost in the Shell
- Girls und Panzer
- Horimiya
- Inu Yasha
- Kaito Kid
- Kamikaze Kaito Jeanne
- Kase-san
- Liar Game
- Love Hina
- Mila Superstar
- Mirai Nikki
- Noragami
- No. 6
- Pretty Guardian Sailor Moon
- Prison School
- Ranma ½
- Rurouni Kenshin
- The World God Only Knows
- Taboo Tattoo
- Toradora!
- UQ Holder!
- Wedding Peach
- Yaiba
- your name.
- Suzume